# 대전보건대학교
대전보건대학교(大田保健大學校, Daejeon Health University)는 대전광역시 동구에 있는 사립 전문대학이다. 
학교법인 청운학원 산하로, 국문 약칭으로 대전보건대, 영문 약칭으로 HIT를 사용하고 있다.

## 연혁
대전보건대학교는 1977년 12월 3일 이기석이 설립한 대전보건전문학교를 모태로 한다. 이듬해 3월 13일 개교했으며, 당해 12월 28일, 대전보건전문대학으로 개편한다. 1998년 5월, 대전보건대학으로 교명을 변경하고, 2012년 3월 23일, 현재의 교명인 대전보건대학교로 교명을 변경하였다.

## 교육편제
대전보건대학교는 보건의료학부 I, II, 보건과학부, 보건융합학부, 휴먼케어학부, 교육학부 등 6개 학부를 자체 설정하고 29개 학과를 편제하여 전문학사 학위 과정을 교수하고 있다. 
한편, 간호학과의 경우 단독으로 편제하고 있다.

## 캠퍼스 풍경

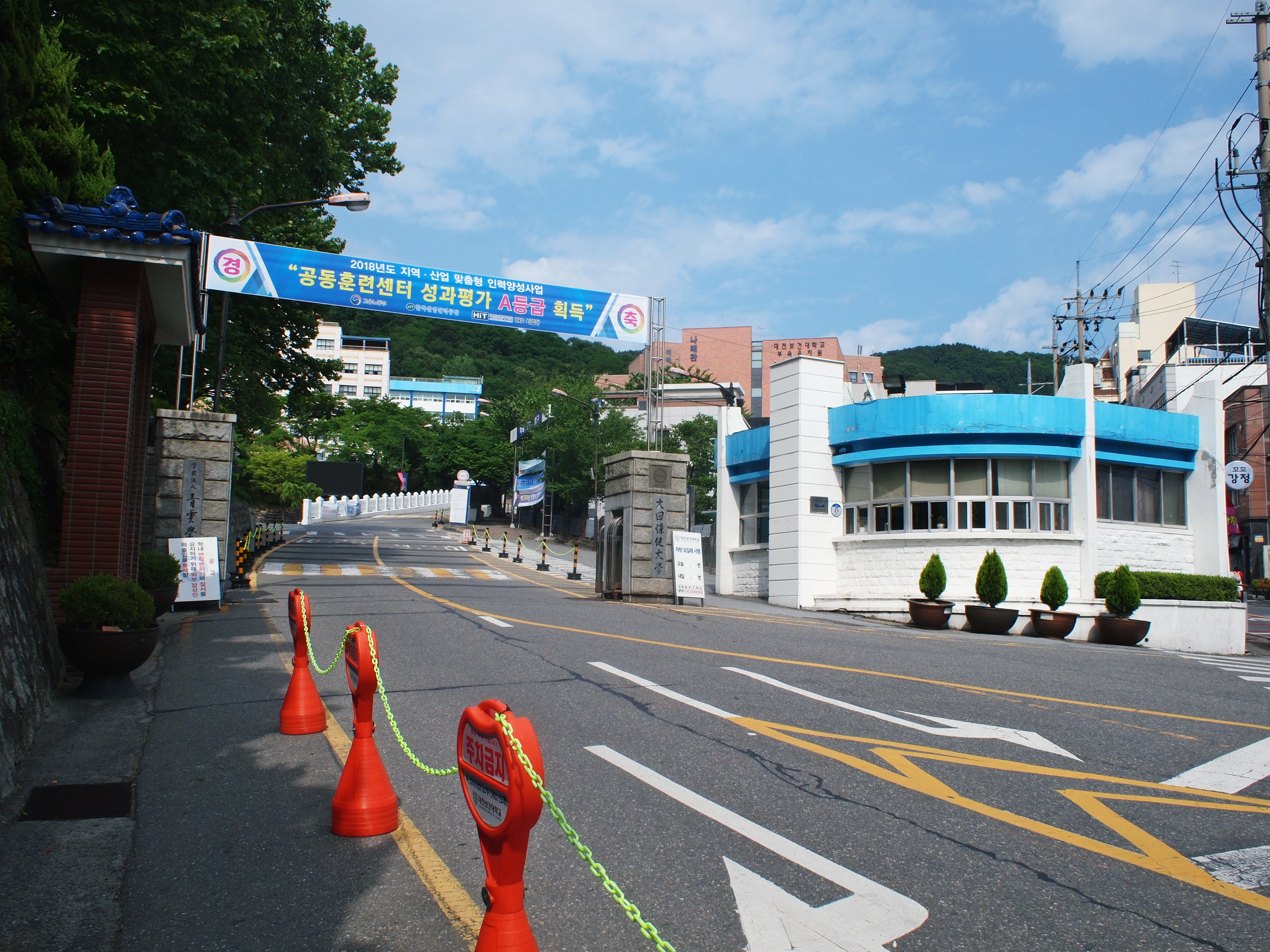
대전보건대학교 캠퍼스 정문

대전보건대학교는 대전광역시 소재 사립 전문대학으로, 가양동에 위치한다. 캠퍼스 서남부 우암로를 통해 접근이 가능하며, 캠퍼스 내 13동의 건축물이 위치한다. 캠퍼스 북부로 한국폴리텍대학 대전캠퍼스가 위치한다.

### 주요 건축물

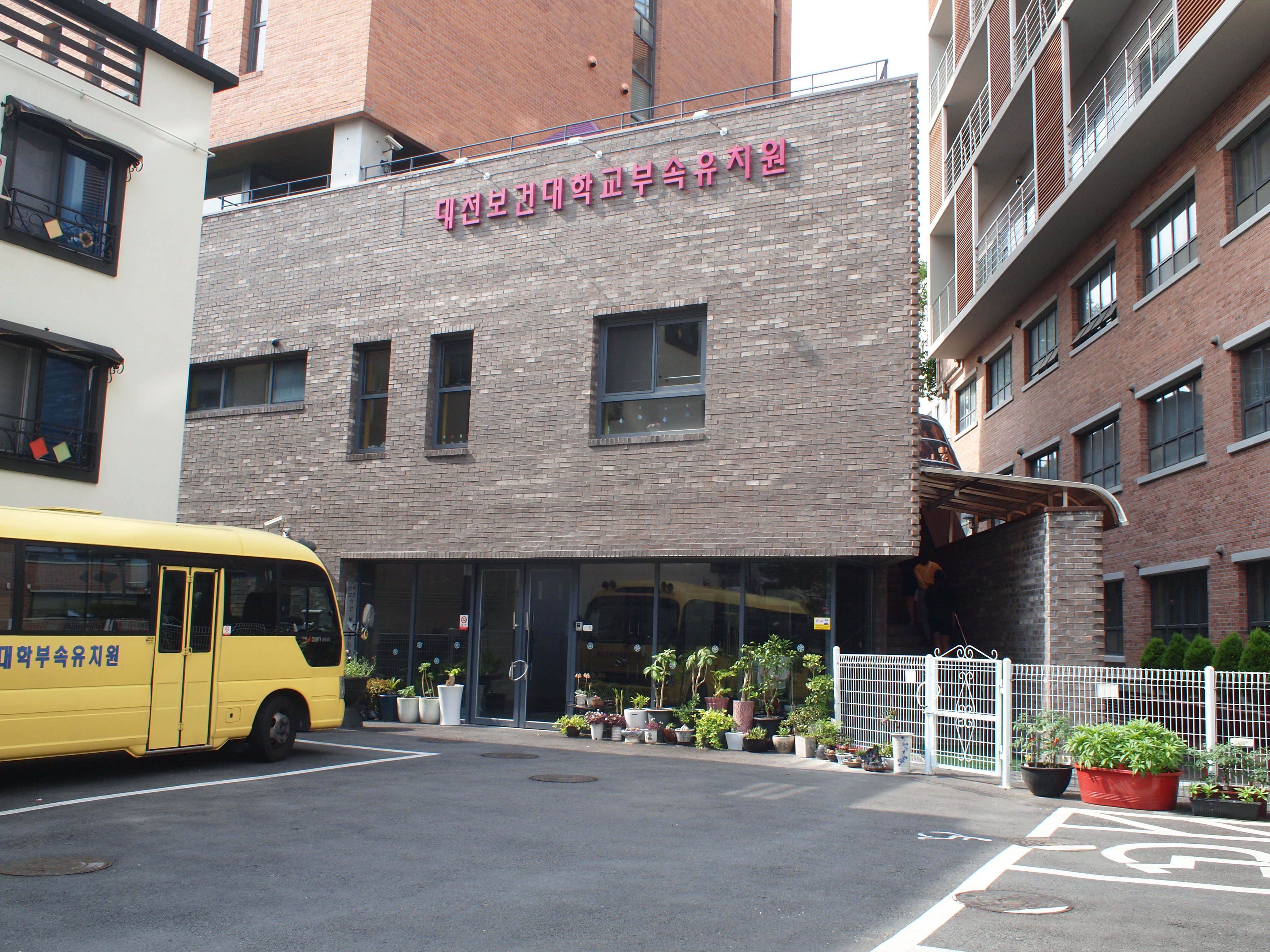
대전보건대학교 나래관 아래 대전보건대학교부속유치원

- 대학본부(9): 이사장실과 총장실을 비롯한 대학 운영에 필요한 주요 기관이 입주한다.
- 나래관(21): 대전보건대학교부속유치원과 유아교육과 강의동이 위치하고 있다.

## 같이 보기
- 대한민국의 교육